# إيرين هيلدي أرونسون
إيرين هيلدي أرونسون (وتعرف أيضًا باسم أندرسون وأرونسون ) (مواليد 1918) هي رسامة أمريكية.

## النشأة والتعليم
ولدت أرونسون في درسدن،  وجاءت إلى إنجلترا كلاجئه في الثلاثينيات.  درست في عدد من المؤسسات خلال حياتها، منها مدرسة إيستبورن للفنون،وكلية روسكين للرسم والفنون الجميلة، وجامعة أكسفورد، ومدرسة سليد للفنون الجميلة، وجامعة لندن . في عام 1960، حصلت على درجة البكالوريوس من جامعة كولومبيا، بعد درجة الماجستير في الآداب بعد ذلك بعامين. خلال حياتها المهنية ، تلقت أيضًا دروسًا في رابطة طلاب الفنون في نيويورك وكلية بارسونز للتصميم . شمل معلموها ستانلي ويليام هايتر ، وفلاديمير بولونين، وراندولف شوابي.